# G N' R Lies
G N' R Lies, cunoscut și ca Lies este cel de-al doilea album al formației rock americane Guns N Roses. Deși oficial este un extended play, la momentul lansării el a fost tratat ca un album de studio. Conform RIAA, EP-ul a fost vândut în peste 5 milioane de copii doar Statele Unite. "Patience" a fost unicul single de pe album care a fost lansat; atingând poziția #4 în topul Billboard Hot 100.

## Lista pieselor
| 1986 (Faux-live songs) |                                        |                                                                                |         |  |
| Nr.                    | Titlu                                  | Autor(i)                                                                       | Lungime |  |
| 1.                     | „Reckless Life” (Hollywood Rose cover) | Axl Rose, Izzy Stradlin, Chris Weber                                           | 3:20    |  |
| 2.                     | „Nice Boys” (Rose Tattoo cover)        | Angry Anderson, Mick Cocks, Geordie Leach, Dallas "Digger" Royall, Peter Wells | 3:03    |  |
| 3.                     | „Move to the City”                     | Rose, Slash, Stradlin, Del James, Chris Weber                                  | 3:42    |  |
| 4.                     | „Mama Kin” (Aerosmith cover)           | Steven Tyler                                                                   | 3:57    |  |

| 1988 (Acoustic songs) |                    |                       |         |  |
| Nr.                   | Titlu              | Autor(i)              | Lungime |  |
| 5.                    | „Patience”         | Stradlin              | 5:56    |  |
| 6.                    | „Used to Love Her” | Stradlin, Rose        | 3:13    |  |
| 7.                    | „You're Crazy”     | Rose, Stradlin, Slash | 4:10    |  |
| 8.                    | „One in a Million” | Rose                  | 6:10    |  |
| Lungime totală:       | Lungime totală:    | Lungime totală:       | 33:41   |  |